# 영국 농구 국가대표팀
영국 농구 국가대표팀(영어: Great Britain national basketball team)은 영국의 농구 대표팀이다.

## 주요 선수
- 루올 뎅 (시카고 불스)
- 조엘 프리랜드 (포틀랜드 트레일블레이저스)
- 벤 고든 (샬럿 밥캐츠)
- 바이런 뮬렌스 (로스앤젤레스 클리퍼스)
- 켈레나 아주부이케

## 같이 보기
- FIBA 유로바스켓